# Hans-Dieter Hübner
Hans-Dieter Hübner (* 22. Januar 1942 in Grünwald an der Neiße) ist ein ehemaliger deutscher Sprinter, Lehrer und Militärhistoriker.

## Karriere
1965 wurde er Deutscher Hallenmeister über 200 Meter.
Jeweils Bronze gewann er mit der bundesdeutschen Mannschaft bei den Europäischen Hallenspielen 1969 in Belgrad in der 4-mal-390-Meter-Staffel und bei den Leichtathletik-Halleneuropameisterschaften 1970 in Wien in der 4-mal-400-Meter-Staffel.
Insgesamt startete Hübner zwölfmal im Nationaltrikot. 1969 stand er als Ersatzläufer für die Staffel im Aufgebot für die Europameisterschaften in Athen. Die Mannschaft der BRD verzichtete auf jegliche Teilnahme an Einzelwettkämpfen, weil der frühere DDR-Athlet Jürgen May (800 Meter) nicht für die BRD-Mannschaft starten durfte.
Hans-Dieter Hübner startete unter anderem für den SV Salamander Kornwestheim (1964–1968) und den VfB Stuttgart (ab 1969).
Heute beschäftigt sich Hans-Dieter Hübner – nach Austritt aus dem Schuldienst – mit den Gebirgskämpfen des Ersten Weltkrieges in den italienischen Regionen Trentino-Südtirol und Venetien. Schwerpunkt sind die Auseinandersetzungen im Rahmen der österreichisch-ungarischen Maioffensive 1916 rund um das Pasubiomassiv. Hübner organisiert dazu militär- und kulturgeschichtliche Exkursionen. Von der Bundeswehr wurde der ehemalige Berufsoffizier Hübner bei mehreren militärhistorischen Weiterbildungen als historischer Leiter eingesetzt. Dadurch stellte er viele Begegnungen zwischen deutschen und italienischen Gebirgssoldaten her.
Zu dieser Thematik hat Hübner eine Trilogie namens Unterwegs auf historischen Spuren veröffentlicht.

## Persönliche Bestzeiten
- 200 m: 20,9 s, 13. Juli 1968, Stuttgart
- 400 m: 46,4 s, 4. Juli 1969, Zürich

## Weitere deutsche Meistertitel (Staffel)
- 1966: 4 × 100 m; 39,9 s (Salamander Kornwestheim)[4]
- 1967: 4 × 100 m; 40,0 s (Salamander Kornwestheim)[5]
- 1969: 4 × 400 m; 3:16,4 min (VfB Stuttgart)[6]
- 1970: 4 × 400 m; 3:10,2 min (VfB Stuttgart)[7]

## Veröffentlichungen
- Unterwegs auf historischen Spuren. Wanderungen und Exkursionen zu den Schwerpunkten der österreichisch-ungarischen Südtiroloffensive 1916. Band 1: Rund um den Pasubio. Books on Demand, Norderstedt 2010, ISBN 978-3-8391-5723-7
- Unterwegs auf historischen Spuren. Wanderungen und Exkursionen zu den Schwerpunkten der österreichisch-ungarischen Südtiroloffensive 1916. Band 2: Auf der Hochfläche von Folgaria und Fiorentini, im Laghibecken und im Posinatal . Books on Demand, Norderstedt 2013, ISBN 978-3-7322-1393-1
- Unterwegs auf historischen Spuren. Wanderungen und Exkursionen zu den Schwerpunkten der österreichisch-ungarischen Südtiroloffensive 1916. Band 3: Von den Hochebenen Lavarone-Vezzena und Lusern bis zu den Sieben Gemeinden. Books on Demand, Norderstedt 2016, ISBN 978-3-7412-5768-1